# ФК Кодру
ФК Кодру (на молдовски: Codru Lozova) е молдовски футболен отбор от Лозова. През сезон 2019/20 прави дебюта си в Молдовската национална дивизия, най-високото ниво на молдовския клубен футбол. Домакинските си срещи играе на стадион „Гидигич“ с капацитет 1500 зрители в едоименния град.

## Успехи
- А дивизия на Молдова: (2 ниво)
  -  Шампион (1): 2018